# Andrés Ignacio Menéndez
Il generale di brigata Andrés Ignacio Menéndez (Santa Ana, 1º febbraio 1879 – New York, 7 giugno 1962) è stato un militare e politico salvadoregno, che ha servito come presidente di El Salvador dal 29 agosto 1934 al 1º marzo 1935 e di nuovo dal 9 maggio al 20 ottobre 1944. Fu rovesciato nell'ottobre 1944 da un colpo di stato militare guidato dal colonnello Osmín Aguirre y Salinas ed esiliato in Guatemala.

## Biografia
Ignacio salì gradualmente di grado nell'esercito salvadoregno, diventando sottotenente il 18 ottobre 1898, tenente il 24 marzo 1904, capitano il 1 agosto 1906, primo capitano il 24 maggio 1907, tenente colonnello il 20 maggio 1911, colonnello il 21 maggio 1915 e generale di brigata il 10 agosto 1920.
Dopo il rovesciamento del presidente Maximiliano Hernández Martínez scoppiarono disordini civili. In risposta, Melendez dichiarò l'amnistia per tutti coloro che parteciparono ai disordini. Iniziò così una transizione nazionale verso la democrazia.